# Apamea citima
Apamea citima là một loài bướm đêm trong họ Noctuidae.